# Большой Камешек
Большой Камешек — деревня в Бежаницком районе Псковской области. Входит в состав сельского поселения муниципальное образование «Чихачёвская волость».
Расположена в 35 км (или в 55 км по дорогам) к северу от райцентра, посёлка Бежаницы, и в 3 км к югу от волостного центра, села Чихачёво.

## Население
Численность населения по оценке на 2000 год составляла 21 житель.